# Carolin Nytra
Carolin Nytra (Amburgo, 26 febbraio 1985) è un'ostacolista tedesca.

## Palmarès
| Anno | Manifestazione    | Sede       | Evento   | Risultato  | Prestazione | Note |
| ---- | ----------------- | ---------- | -------- | ---------- | ----------- | ---- |
| 2004 | Mondiali juniores | Grosseto   | 100 m hs | 6ª         | 13"62       |      |
| 2005 | Europei under 23  | Erfurt     | 100 m hs | 6ª         | 13"34       |      |
| 2007 | Europei under 23  | Debrecen   | 100 m hs | 6ª         | 13"29       |      |
| 2007 | Universiadi       | Bangkok    | 100 m hs | Semifinale | 13"39       |      |
| 2008 | Giochi olimpici   | Pechino    | 100 m hs | Semifinale | 12"99       |      |
| 2009 | Europei indoor    | Torino     | 60 m hs  | Semifinale | 8"05        |      |
| 2009 | Mondiali          | Berlino    | 100 m hs | Semifinale | 12"94       |      |
| 2010 | Europei           | Barcellona | 100 m hs | Bronzo     | 12"68       |      |
| 2011 | Europei indoor    | Parigi     | 60 m hs  | Oro        | 7"80        |      |
| 2012 | Giochi olimpici   | Londra     | 100 m hs | Semifinale | 13"31       |      |

## Altre competizioni internazionali
2009
- Campionati europei a squadre di atletica leggera ( Leiria)